# Judo na Igrzyskach Panamerykańskich 1983
Turniej w ramach Igrzysk w Caracas 1983.

## Klasyfikacja medalowa
Gospodarz zawodów został zaznaczony kolorem.
| Klasyfikacja medalowa | Klasyfikacja medalowa | Klasyfikacja medalowa | Klasyfikacja medalowa | Klasyfikacja medalowa | Klasyfikacja medalowa |
| Miejsce               | państwo               | Złoto                 | Srebro                | Brąz                  | Razem                 |
| --------------------- | --------------------- | --------------------- | --------------------- | --------------------- | --------------------- |
| 1                     | Stany Zjednoczone     | 8                     | 2                     | 4                     | 14                    |
| 2                     | Kuba                  | 4                     | 2                     | 6                     | 12                    |
| 3                     | Kanada                | 2                     | 4                     | 5                     | 11                    |
| 4                     | Wenezuela             | 1                     | 3                     | 2                     | 6                     |
| 5                     | Meksyk                | 1                     | 0                     | 2                     | 3                     |
| 6                     | Brazylia              | 0                     | 5                     | 6                     | 11                    |
| 7                     | Argentyna             | 0                     | 0                     | 4                     | 4                     |
| 8                     | Chile                 | 0                     | 0                     | 3                     | 3                     |
| .                     | Portoryko             | 0                     | 0                     | 1                     | 1                     |
| .                     | Dominikana            | 0                     | 0                     | 1                     | 1                     |
| Razem                 | Razem                 | 16                    | 16                    | 32                    | 64                    |

## Medaliści

### Mężczyźni
| Konkurencja | 1. miejsce             | 2. miejsce      | 3. miejsce         | 3. miejsce      |
| Mężczyźni   | Mężczyźni              | Mężczyźni       | Mężczyźni          | Mężczyźni       |
| ----------- | ---------------------- | --------------- | ------------------ | --------------- |
| 60 kg       | José Rodríguez         | Luiz Shinohara  | Phil Takahashi     | Rafael González |
| 65 kg       | Gerardo Padilla        | Jimmy Martin    | Ricardo Tuero      | Sérgio Sano     |
| 71 kg       | Guillermo D'Nelson May | Luiz Onmura     | Omar Abdala        | Mike Swain      |
| 78 kg       | Brett Barron           | Juan Ferrer     | Carlos Huttich     | José Strático   |
| 86 kg       | Louis Jani             | Robert Berland  | Alejandro Strático | Wálter Carmona  |
| 95 kg       | Isaac Azcuy            | Aurélio Miguel  | Leo White          | Fabián Lannutti |
| +95 kg      | Mark Berger            | Frederico Flexa | Jorge Fiz Castro   | Douglas Nelson  |
| Open        | Venancio Gómez         | Fred Blaney     | Desiderio Lebrón   | José Fuentes    |

### Kobiety
| Konkurencja | 1. miejsce       | 2. miejsce        | 3. miejsce         | 3. miejsce       |
| Mężczyźni   | Mężczyźni        | Mężczyźni         | Mężczyźni          | Mężczyźni        |
| ----------- | ---------------- | ----------------- | ------------------ | ---------------- |
| 48 kg       | Darlene Anaya    | Inéz Nazareth     | Tina Takahashi     | María Villapol   |
| 52 kg       | Mary Lewis       | Nancy Clayton     | Solange de Almeida | Cecilia Alacán   |
| 56 kg       | AnnMaria De Mars | Natasha Hernández | Tânia Ishii        | Inés Dantín      |
| 61 kg       | Robin Chapman    | Nereida Brito     | Carla Duarte       | Diane Amyot      |
| 66 kg       | Christine Penick | Lorraine Methot   | Vilma Cianelli     | Carolina Aguilar |
| 72 kg       | Allison Henry    | Nancy Filteau     | Nilda Espinosa     | Belinda Binkley  |
| +72 kg      | Margaret Castro  | Regla Povea       | Soraia André       | Sara Rilves      |
| Open        | Heidi Bauersachs | Allison Henry     | Sara Rilves        | Regla Povea      |